# Michał Mazowiecki (zm. 1683)
Michał Mazowiecki herbu Dołęga (zm. 1683) – sędzia ziemski dobrzyński w latach 1667–1681, podstoli dobrzyński w latach 1660–1667, podstarości bobrownicki, sędzia grodzki bobrownicki, sędzia grodzki dobrzyński w 1661 roku.

## Życiorys
Poseł na sejm 1653 roku. Poseł sejmiku lipneńskiego na sejm 1661 roku, oba sejmy 1666 roku, sejm 1667 roku, poseł na sejm nadzwyczajny 1668 roku. Poseł na sejm konwokacyjny 1668 roku z ziemi dobrzyńskiej.
Był elektorem Michała Korybuta Wiśniowieckiego z ziemi dobrzyńskiej w 1669 roku. Jako poseł na sejm konwokacyjny 1674 roku z ziemi dobrzyńskiej był członkiem konfederacji generalnej zawiązanej 15 stycznia 1674 roku na tym sejmie. W 1674 roku był elektorem Jana III Sobieskiego z ziemi dobrzyńskiej.